# 吳宜臻
吳宜臻（Wu Yi-chen，1970年4月23日—），原名吳美惠，2000年改為現名。臺灣民主進步黨籍政治人物、人權律師。客家人，家族來自苗栗縣銅鑼鄉。先生是來自彰化縣北斗鎮楊家。吳宜臻是國立臺灣大學法學士及國立交通大學科技法律研究所法學碩士，長期致力促進婦女權益、積極參與客家事務，曾擔任任務型國大代表、臺北市苗栗客家同鄉會副理事長、臺北律師公會環境委員會委員、行政院婦女權益促進委員會委員、寶島客家廣播電臺主持人、第八屆民進黨不分區立委。臺北市女性權益促進會理事長、臺北律師公會第26屆理事。

## 經歷
2011年7月13日，吳宜臻獲民主進步黨遞補2012年中華民國立法委員選舉全國不分區立委排名第三順位因工會代表鄭素華請辭所留遺缺。
2013年9月，獲選為立法院司法及法制委員會召集委員。
2014年吳宜臻獲民進黨徵召參選苗栗縣縣長，結果落敗，僅在苑裡鎮得票數獲得領先。
2015年2月7日，民進黨再徵召吳宜臻代表參加苗栗縣第二選舉區立委補選，結果以14,000餘票落敗。2015年民進黨第三度徵召吳宜臻參選苗栗縣第二選舉區立委，結果以些微差距敗給中國國民黨的徐志榮，是該選區兩黨之間差距最小的一次。之後出任民進黨主席蔡英文特別助理。

### 立委評鑑
公民監督國會聯盟辦理立委評鑑，依出席率、提案率、發言率等量化指標排序出各委員會的前三名立委：
- 2012年9月，公佈第八屆第一會期立委評鑑結果，司法及法制委員會：第二名
- 2013年8月，公佈第八屆第三會期立委評鑑結果，司法及法制委員會：優秀立委
- 2014年3月，公佈第八屆第四會期立委評鑑結果，司法及法制委員會：優秀立委

### 律師
在藝人賈靜雯與其前夫孫志浩爭取女兒監護權的訴訟過程中，是賈靜雯委任律師。目前結束公職生涯，又回任律師界，擔任律師。

### 抗議
在318青年佔領立法院行動中，和民主進步黨籍立法委員蕭美琴、吳秉叡與吳宜臻，抗議兩岸服務貿易協議送往立法院院會存查，展開70小時的靜坐禁食抗議。

## 選舉紀錄
| 年度 | 選舉屆數               | 選舉區                                 | 所屬政黨   | 得票數    | 得票率 | 當選標記 | 備註 |
| ---- | ---------------------- | -------------------------------------- | ---------- | --------- | ------ | -------- | ---- |
| 2005 | 任務型國民大會代表選舉 | 全國不分區選舉區                       | 民主進步黨 | 1,647,791 | 42.52% |          |      |
| 2012 | 第八屆立法委員選舉     | 全國不分區及僑居國外國民立法委員選舉區 | 民主進步黨 | 4,556,424 | 34.62% |          |      |
| 2014 | 第十七屆苗栗縣縣長選舉 | 苗栗縣                                 | 民主進步黨 | 89,838    | 28.37% |          |      |
| 2015 | 第八屆立法委員補選     | 苗栗縣第二選舉區                       | 民主進步黨 | 32,966    | 40.74% |          |      |
| 2016 | 第九屆立法委員選舉     | 苗栗縣第二選舉區                       | 民主進步黨 | 65,465    | 44.61% |          |      |

## 外部連結
- 吳宜臻的Facebook專頁
- 臺北市女性權益促進會理事長的話
- 客籍女律師吳宜臻 補不分區第3名 YouTube（页面存档备份，存于）
- 民黨不分區第三名 提名人權女律師吳宜臻（页面存档备份，存于）
- 立法委員吳宜臻於立法院司法及法制委員會質詢黃世銘（页面存档备份，存于）, 2013年9月25日